# WonderSwan
WonderSwan — портативная игровая консоль компании Bandai, выпущенная в 1999 году только в Японии. Её разработкой занималась сама компания Bandai, при содействии компании Koto Laboratory Гумпэя Ёкои. WonderSwan должна была стать соперником таких портативных консолей как Neo Geo Pocket Color и Game Boy Color (и это несмотря на то, что разработчик WonderSwan, Гумпэй Ёкои, также разработал для Nintendo оригинальный Game Boy).
Консоль WonderSwan была позднее заменена на WonderSwan Color. И хотя некоторые игры для WonderSwan Color были совместимы с WonderSwan, многие были разработаны специально для неё и выдавали сообщение об ошибке, когда их пытались использовать вместе с WonderSwan. Для WonderSwan было выпущено достаточно большое количество игр, в которые можно было играть с вертикальным или горизонтальным экраном. Однако, поскольку консоль была нацелена в первую очередь на японский рынок, то только небольшое количество игр имеет английский текст.
Выпущенная в конце 2000 года WonderSwan Color была более популярной, чем её предшественница. Она обладала цветным дисплеем, который был немного больше чёрно-белого дисплея WonderSwan, большим количеством оперативной памяти, а также была полностью совместима с играми для WonderSwan. На пике популярности консоли, компании Bandai принадлежало примерно 8 % рынка Японии, что достаточно много, учитывая, что основным конкурентом была компания Nintendo. Частично это объясняется достаточно низкой ценой на консоль (порядка $65), но самой важной составляющей успеха явился контракт с компанией SquareSoft, по которому на консоли должны были выйти ремейки первых игр серии Final Fantasy. Однако, с ростом популярности Game Boy Advance и восстановлением партнёрских отношений между SquareSoft и Nintendo, консоль WonderSwan Color, а также сменившая её Swan Crystal быстро утратили своё конкурентное преимущество.